# 圣马丹德塔勒旺德
圣马丹德塔勒旺德（法語：Saint-Martin-de-Tallevende，法語發音：[sɛ̃ maʁtɛ̃ də talvɑ̃d]）是法国卡尔瓦多斯省的一个旧市镇。1972年，圣马丹德塔勒旺德并入市镇及该省副省会维尔。2016年1月1日，维尔与7个临近市镇合并为新市镇维尔诺曼底。

## 地名
法语人名在日常人名译名以及《世界人名翻譯大辭典》、《法语姓名译名手册》等主流人名译名类书籍资料中多译作“马丁”，不过在《世界地名翻译大辞典》、《世界地名译名词典》和《法国地图册》等主流地名译名类书籍资料中多译作“马丹”。

## 地理
圣马丹德塔勒旺德（48°50'20.4"N, 0°55'30.0"W）位于法国诺曼底大区卡爾瓦多斯省，该省份为法国西北部沿海省份，北濒大西洋英吉利海峡，东北与滨海塞纳省以海上边界相接，东临厄尔省，南至奧恩省，西与芒什省接壤。
圣马丹德塔勒旺德的时区为UTC+01:00、UTC+02:00（夏令时）。

## 行政
圣马丹德塔勒旺德的邮政编码为，INSEE市镇编码为14631。

## 人口
圣马丹德塔勒旺德于1968年3月1日时的人口数量为693人。